# 约翰·里顿
约翰·约瑟夫·里顿（英語：John Joseph Lydon，1956年1月31日—），艺名，是一位英国的歌手、编曲人、音乐家。他在1970年代末期时是朋克搖滾乐队性手枪（1975年-1978年）的主唱，并在1990年代至2000年代之间数次复出。此外，他还是後龐克乐队Public Image Ltd的主唱——他创办了该乐队，并在1978年至1993年间以及自2009年以来一直领衔乐队演出。